# Laurits Tørnæs
Laurits Petersen Tørnæs (født 17. juli 1936) er en dansk fiskeskipper, tidligere politiker (Venstre) og minister. Han var folketingsmedlem fra 1981 til 1994 og landbrugsminister fra den 10. september 1987 til 24. januar 1993 i regeringerne Poul Schlüter II, III og IV. Han er far til politiker og minister Ulla Tørnæs.
Laurits Tørnæs er søn af fisker Henrik Tørnæs og hustru Jenny Jensen. Han tog eksamen fra Kolding Realskole i 1953 og fra Esbjerg Navigationsskole i 1957. Siden da fungerede han som selvstændig fiskeskipper fra 1960 til 1971. Han var fra 1971 til 1974 formand for Esbjerg Fiskeriforening og for Danmarks Havfiskeriforening fra 1974 til 1987. Ligeledes var Tørnæs engageret i partiet Venstre og var bl.a. medlem af partistyrelsen fra 1975. I 1981 blev han valgt ind i Folketinget og blev allerede året efter valgt til partiets politiske talsmand, hvilket han var frem til 1987. I september 1987 blev han valgt til landbrugsminister som efterfølger for Britta Schall Holberg, et hverv han havde frem til januar 1993. Derefter fortsatte Tørnæs som ordinært folketingsmedlem frem til valget af 1994, da han så blev den sidste amtsborgmester for Ribe Amt, før det blev nedlagt. Denne funktion havde han til og med den 31. december 2006, hvorefter amtskommunen fra 1. januar 2007 blev nedlagt og Region Syddanmark oprettet.